# J-WAVE

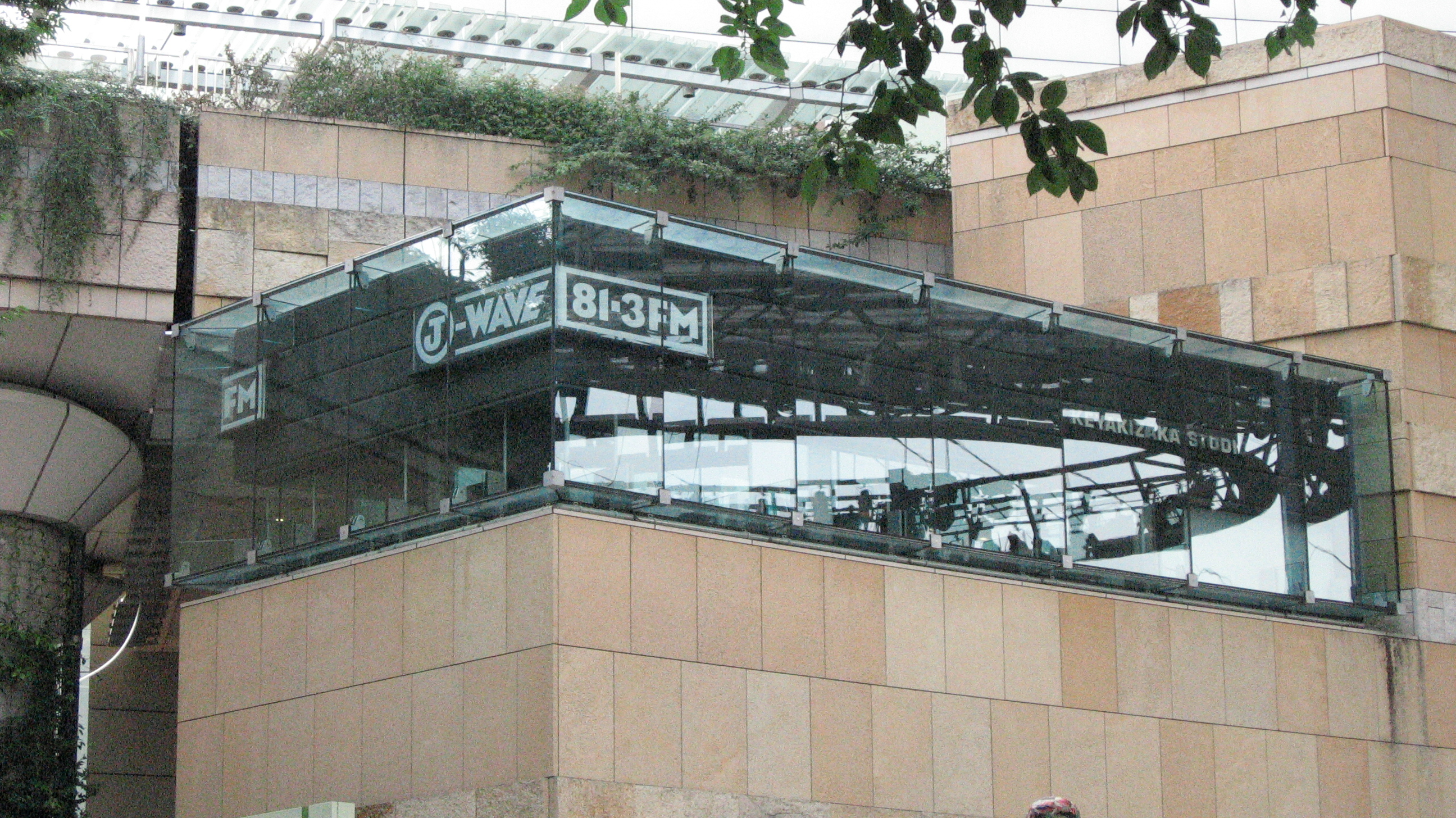
J-WAVE 카야키자카 스튜디오

J-WAVE는 일본의 FM방송국으로 도쿄도에서 방송을 실시하고 있다.
JFL에 가맹했으며 애칭은 J-WAVE, 콜사인은 JOAV-FM이다.

## 개요
- 81.3MHz로 방송하고 있으며 방송출력은 10kW였으나, 2012년 4월 23일 송신소를 도쿄타워에서 도쿄 스카이트리로 바꾸면서 7Kw로 출력을 줄였다.
- 495개 회사가 면허신청을 낸 것을 우정성이 면허조정을 통해 만든 방송국이다.
- 롯폰기 힐즈 33층에 본사가 있으며 이런 이유로 일본에서 가장 높은곳에 있는 방송국으로 기록되고 있다.
- 도쿄지역을 중심으로 프로그램을 편성해서인지 섬지역에선 들을 수가 없다.
- 사회자는 음악을 안내하기 위해서 있다는 생각에서 일본에서 최초로 DJ를 네비게이터라고 부르기 시작했다.
- 도쿄 스카이트리로 송신소를 옮긴 뒤 고층건물로 인한 난시청 문제가 생긴 도쿄도 미나토구 남서부 지역과 그 주변 지역을 방송구역으로 하는 미나토 중계국이 2015년 11월 1일 개국했다.

## 주파수
- 도쿄 방송국:81.3MHz(출력:7kW)
- 미나토 중계국:88.3MHz(출력:100W)

## 연혁
- 1987년 12월 10일 주식회사 FM재팬 설립.
- 1988년 8월 1일 주파수 81.3 MHz, 출력 1kW로 시험 방송
- 1988년 10월 1일 오전 1시 2개월간의 시험 방송 종료.
- 1988년 10월 1일 오전 5시 주파수81.3 MHz, 출력 10kW로 일본 27번째,도쿄 2번째 민영FM방송국으로 개국했으며 당시에는 일본 FM방송국에서 드물었던 음악중심노선을 지향했다.
- 1989년 1월 7일 쇼와 천황 사망을 기해 클래식 음악을 2일간 방송했다.
- 1997년 4월 이 달 실시한 개편에 따라 편성이 음악중심노선이 아닌 토크중심노선으로 전환한다.
- 2003년 10월 1일 상호를 주식회사 J-WAVE로 변경.동시에 본사·연주소를 롯폰기 힐즈로 이전.
- 2004년 일부 음악중심 프로그램이 방송되기 시작한다.
- 2010년 3월 15일 미나미 간토지역을 대상으로 인터넷 라디오 서비스 "radiko" 시험방송 개시
- 2010년 3월 15일 간토지역 전체를 대상으로 인터넷 라디오 서비스 "radiko" 개시
- 2012년 4월 23일 송신소를 도쿄타워에서 도쿄 스카이트리로 이전.
- 2015년 11월 1일 오전 5시, 미나토 FM중계국 개국. (주파수 88.3MHz, 출력 100W)

## 도쿄도에 있는 다른 방송국

### 텔레비전 방송국
- NHK 방송 센터(라디오 겸영)
- 도쿄 방송(TBS)(JNN 중심방송국, 라디오는 현재 TBS 라디오 & 커뮤니케이션즈로 분사화)
- TV 아사히(EX)(ANN 중심방송국)
- 후지 TV(CX)(FNN·FNS 중심방송국)
- 닛폰 TV 방송망(NTV)(NNN·NNS 중심방송국)
- TV 도쿄(TX)(TXN 중심방송국)
- 방송대학학원(독립 텔레비전 방송국,민간 비영리 방송국)
- TOKYO MX(독립 텔레비전 방송국)

### 라디오 방송국
- 분카 방송(QR, NRN 계열)
- 닛폰 방송(LF, NRN 계열)
- TBS 라디오 & 커뮤니케이션즈(TBS, JRN 계열)
- FM도쿄(JFN 계열, 도쿄도만 방송구역)
- FM인터웨이브(MegaNet 계열, 도쿄도 주변 일부지역이 방송구역에 포함)